# DD-WRT
DD-WRT é um firmware baseado em Linux para roteadores sem fio e acess point. Originalmente concebido para o WRT54G , ele agora roda em uma grande variedade de modelos. DD-WRT são vários projetos de firmware de terceiros criados para substituir os originais de fábrica oferecendo recursos ou funcionalidades adicionais.
O nome do projeto firmware, DD-WRT, é original do roteador Linksys de modelo WRT54G, um roteador residencial popular fabricado em 2002-2004. "DD" são as letras de licença de placa de alemão para todos os carros a partir de Dresden, onde a equipe de desenvolvimento BrainSlayers viveu.  "WRT", também usado pelo projeto firmware do roteador OpenWrt, está chegando a ser uma abreviatura genérico para "roteador sem fios".